# Chlorocalymma cryptacanthum
Chlorocalymma cryptacanthum är en gräsart som beskrevs av Clayton. Chlorocalymma cryptacanthum ingår i släktet Chlorocalymma och familjen gräs. Inga underarter finns listade i Catalogue of Life.